# Jean-Jacques Kantorow
Pour les articles homonymes, voir Kantorow.
Jean-Jacques Kantorow, né à Cannes le 3 octobre 1945, est un violoniste et chef d'orchestre français.

## Carrière
Issu d'une famille russo-juive, il commence ses études au conservatoire de Nice et les poursuit à Paris où il remporte le premier prix de violon et de musique de chambre au conservatoire de Paris en 1960 puis 1963. Il remporte en 1962 la médaille d'or au concours Carl Flesch. Il est lauréat en 1964 du Concours international de violon Niccolò-Paganini à Gênes, remporte le Concours international de Genève en 1965, et en 1970 le Concours international de violon Jean-Sibelius[réf. souhaitée] . 
Dès lors, il entame dans les années 1970 une carrière internationale, faisant des tournées jusqu'au Japon. Il décide de changer de vie et s'installe en France où il aura également de nombreux élèves.  
Durant quelques années, il est violon solo de l'Orchestre de Paris et de l'Orchestre de chambre néerlandais. Il fonde avec l'altiste Vladimir Mendelssohn et le violoncelliste Herre-Jan Stegenga le Trio Ludwig, puis avec Mari Fujiwara le Mozart String Trio. En 1981, il fonde et devient directeur musical de l'Orchestre d'Auvergne puis occupe la même fonction à la tête de l’Orchestre de chambre de Paris. 
En décembre 2011, Jean-Jacques Kantorow est nommé chef d'orchestre de l'Orchestre symphonique d'Orléans à la suite de la disparition de Jean-Marc Cochereau. Depuis 2013, il est à la tête de l'Orchestre de Douai Région Hauts-de-France.
Il a enregistré les principales œuvres du répertoire avec, notamment, le chef d'orchestre Emmanuel Krivine.
Le pianiste canadien Glenn Gould s'exprimant à son propos : « Un talent époustouflant, le violoniste le plus prestigieusement original que j’ai entendu,. »
Son fils est le pianiste Alexandre Kantorow qui remporte le premier prix et la médaille d'or au Concours international Tchaïkovski de piano en 2019 à Moscou,.

## Discographie sélective
- Les 6 Sonates et Partitas pour violon seul de Bach enregistrés en novembre 1979 dans le « Arakawa Public Hall » à Tokyo pour disques Denon.
- Saint-Saëns : Concertos pour piano et orchestre no 1 et no 2, Noriko Ogawa, piano, Tapiola Sinfonietta, dir. Jean-Jacques Kantorow. CD Bis (2000).
- Camille Chevillard, Gabriel Fauré, André Gedalde, Sonates françaises, par Jean-Jacques Kantorow, violon et Alexandre Kantorow, piano. CD NoMadMusic (2014)
- Édouard Lalo : Concertante works for violin, cello et piano, Liège Royal Philharmonic, dir. Jean-Jacques Kantorow. 3 CD Alpha (2015 - 2016)
- Saint-Saëns : Concertos pour piano et orchestre no 3, no 4, no 5, Alexandre Kantorow, piano, Tapiola Sinfonietta, dir. Jean-Jacques Kantorow. CD Bis (2019). Diapason d'or, Choc de Classica.
- Paganini : Concertos pour violon nos 1 et 2 enregistré en avril 1990 avec l'orchestre d'Auvergne à la maison des associations de St Genès Champanelle (cd Denon co-77611)
- Saint-Saëns : Symphonie en la majeur, Symphonie no 1 op. 2, Symphonie no 2 op. 55,  Orchestre Philharmonique Royal de Liège, dir. Jean-Jacques Kantorow. SACD Bis 2021

## Source
- Alain Pâris, Dictionnaire des interprètes, éd. Robert Laffont, coll. Bouquins 1989, p. 495  (ISBN 2-221-06660-X)